# ISS-Expedition 30
ISS-Expedition 30 ist die Missionsbezeichnung für die 30. Langzeitbesatzung der Internationalen Raumstation (ISS). Die Mission begann mit dem Abkoppeln des Raumschiffs Sojus TMA-02M von der ISS am 21. November 2011 23:00 UTC. Das Ende wurde durch das Abkoppeln von Sojus TMA-22 am 27. April 2012 8:18 UTC markiert.

## Mannschaft
- Daniel Christopher Burbank (3. Raumflug), Kommandant (USA/NASA) (Sojus TMA-22)
- Anton Nikolajewitsch Schkaplerow (1. Raumflug), Bordingenieur (Russland/Roskosmos) (Sojus TMA-22)
- Anatoli Alexejewitsch Iwanischin[4] (1. Raumflug), Bordingenieur (Russland/Roskosmos) (Sojus TMA-22)

Zusätzlich ab 23. Dezember 2011:
- Oleg Dmitrijewitsch Kononenko (2. Raumflug), Bordingenieur, (Russland, Roskosmos) (Sojus TMA-03M)
- André Kuipers (2. Raumflug), Bordingenieur, (Niederlande, ESA) (Sojus TMA-03M)
- Donald Roy Pettit (3. Raumflug), Bordingenieur, (USA, NASA) (Sojus TMA-03M)

### Ersatzmannschaft
Seit Expedition 20 wird wegen des permanenten Trainings für die Besatzungen keine offizielle Ersatzmannschaft mehr bekanntgegeben. Inoffiziell gelten die Backup-Crews der beiden Sojus-Zubringerraumschiffe TMA-22 und TMA-03M (siehe dort) als Ersatzmannschaft der Expedition 30. In der Regel kommen diese Crews dann jeweils zwei Missionen später selbst zum Einsatz.

## Missionsverlauf
Im Januar 2012 empfing die Besatzung den Progress-M-14M-Raumfrachter, im März folgten das europäische ATV-3 „Edoardo Amaldi“ und im April Progress M-15M. Oleg Kononenko und Anton Schkaplerow führten am 16. Februar einen Außenbordeinsatz durch, um das Abdocken des Schleusenmoduls Pirs im Sommer 2013 vorzubereiten. Dabei wurden ein Strela-Kran umgesetzt und Materialexperimente montiert bzw. geborgen.
Ursprünglich sollte die Expedition 30 am 16. März 2012 enden. Allerdings wurde bei Dichtigkeitstest im Energija-Werk Koroljow die Wiedereintrittskapsel des Sojus-TMA-04M-Raumschiffs stark beschädigt. Man entschied, das komplette Raumschiff auszusondern und die Herrichtung des eigentlich für Sojus TMA-05M vorgesehenen Raumschiffs zu beschleunigen. Dadurch verschob sich der Start von Sojus TMA-04M auf den 15. Mai 2012, die Expedition 30 wurde bis zum 27. April verlängert.
Am 24. März 2012 mussten die sechs Raumfahrer die Station verlassen und sich vorsichtshalber in die angekoppelten Sojus-Raumschiffe zurückziehen. Tags zuvor war ein Stück Weltraumschrott, das der ISS bedrohlich nahekam, entdeckt worden. Es handelte sich um ein Trümmerstück des Kommunikationssatelliten Kosmos 2251, das bei der Satellitenkollision am 10. Februar 2009 entstanden war. Zu einem Ausweichmanöver der ISS war es zu spät, so dass die Evakuierung vorbereitet wurde, damit die Raumfahrer notfalls zur Erde zurückkehren konnten. Das Wrackteil zog jedoch in einem Abstand von 11 km an der ISS vorbei, so dass die Besatzung wieder in die Station zurückkehren konnte.